# 中村霞仙 (初代)
初代 中村霞仙（しょだい なかむら かせん、1868年（明治元年） - 1904年（明治37年）8月20日）は、明治時代初期に大阪で活躍した歌舞伎役者。屋号は末廣屋。本名は藤井 重兵衛（ふじい しげべえ）。
大阪九郎右衛門町の生まれ。生家は貸席業。はじめ三代目中村翫雀門下に入るはずだったが、翫雀の急死で中村宗十郎門下で中村翫童と名乗る。「位牌弟子」というかたちで、翫雀の門人であったことにもした。その後才能が認められ、宗十郎から目をかけられるようになる。明治22年（1889年）に宗十郎が死ぬと、未亡人から宗十郎の本名「藤井重兵衛」を名乗ることを許され、事実上の養子となった。これを機に初代中村霞仙を襲名した。
宗十郎譲りの芸風で『河庄』の紙屋治兵衛、『対面』の曾我十郎などを得意とし、末廣屋の後継者として将来を期待されたが早世した。子に二代目中村霞仙がいる。養子に落語家の笑福亭圓歌（二代目中村鴈治郎の義父）がいたがのちに離縁。